# Ormosia macrophylla
Ormosia macrophylla är en ärtväxtart som beskrevs av George Bentham. Ormosia macrophylla ingår i släktet Ormosia och familjen ärtväxter. Inga underarter finns listade i Catalogue of Life.